# Metsapere (Emmaste)
Metsapere est un village de la commune de Emmaste du comté de Hiiu en Estonie.
Au 31 décembre 2011, il compte 8 habitants.